# János Bencze
János Bencze (Hódmezővásárhely, 12 ottobre 1934 – Budapest, 31 luglio 2014) è stato un cestista ungherese.

## Carriera
Con l'Ungheria ha disputato due edizioni dei Giochi olimpici (Roma 1960, Tokyo 1964) e cinque dei Campionati europei (1955, 1957, 1959, 1961, 1963).